# Żybek Żoły
Żybek Żoły (kaz. Жібек Жолы: Jedwabny Szlak, ros. Жибек Жолы) – stacja metra w Ałmaty w Kazachstanie, jedna z siedmiu stacji na czerwonej linii. Otwarcie stacji nastąpiło 1 grudnia 2011.